# La balada del soldado
La balada del soldado (en ruso: Баллада о солдате, romanizado: Ballada o soldate) es una película soviética de 1959 dirigida por Grigori Chujrái, protagonizada por Vladímir Ivashov y Zhanna Projorenko y producida por los estudios cinematográficos Mosfilm. Aunque está ambientada durante la Segunda Guerra Mundial, apenas hay escenas de batallas, y sobre todo se muestra la vida de la gente sencilla. Relata, en el contexto de la guerra, varios tipos de amor: el romántico de una pareja joven, el comprometido de una pareja casada y el de una madre por su hijo.
La película cuenta la historia de un joven soldado del Ejército Rojo que intenta regresar a casa durante un permiso, durante este viaje conoce a varios personas en su camino y se enamora, cuando llega a casa solo le da tiempo para darle un abrazo a su madre, pues tiene que volver al frente. La película fue producida por Mosfilm y fue muy bien recibida en Occidente donde ganó varios premios internacionales, incluido el premio BAFTA a la mejor película, el Premio Especial del Jurado en el Festival de Cannes y fue nominada al Oscar al mejor guion original y a la Palma de Oro. 

## Argumento
Una granjera de mediana edad (Antonina Maksímova) camina por su pueblo y mira hacia un camino rural. Una voz en off revela que su hijo murió en la guerra y fue enterrado en una tierra extranjera. En el frente oriental, el soldado Aliosha Skvortsov (Vladímir Ivashov), de diecinueve años, destruye sin ayuda dos tanques alemanes con su fusil antitanque, más por una mera cuestión de supervivencia que por valentía, deteniendo de esa manera el ataque alemán. Su comandante (Nikolái Kryuchkov) quiere darle una condecoración, pero Aliosha pide en cambio que le conceda un permiso para ver a su madre y así reparar el techo de su casa que tiene goteras. Le dan seis días de permiso (dos para ir, dos para regresar y dos para arreglar el techo).
Durante el viaje, ve la devastación que la guerra ha causado en el país y conoce a varias personas. Cuando el vehículo en el que viajaba Aliosha se atasca en el barro, el soldado Pávlov (Gennadi Yujtín) ayuda a sacarlo. Aliosha tiene que pasar por su ciudad natal, Pávlov lo convence para que lleve un pequeño regalo a su esposa. El sargento de Pávlov (Gueorgui Yumátov) le da, a regañadientes, dos pastillas de jabón, todo el suministro de su pelotón. 
En la estación de tren, Aliosha ayuda a Vasia (Yevgueni Urbanski), un soldado licenciado del ejército porque ha perdido una pierna, a llevar su equipaje. Vasia no quiere volver a casa, ya que teme que su esposa (Elza Lezhdey) lo rechaza al considerarlo una carga, incluso antes de la guerra su relación había sido difícil debido a los celos de él. Sin embargo, cambia de opinión y se sube al tren, al llegar a su destino es recibido con los brazos abiertos por su esposa. 
Después de dejar a Vasia con su mujer, Aliosha intenta abordar un vagón de carga de un tren de suministros del ejército. El soldado Gavrilkin (Aleksandr Kuznetsov), encargado de vigilar el tren, detiene a Aliosha. Sin embargo, un soborno de una lata de carne alivia el miedo de Gavrilkin a su teniente (Yevgueni Teterin), una «bestia» según sus palabras. Un poco más tarde, también se cuela en el vagón una joven, llamada Shura (Zhanna Projorenko), pero al ver a Aliosha, se asusta e intenta saltar del tren en marcha. Aliosha evita que arriesgue su vida. Ella le dice que va a ver a su prometido, un piloto que se está recuperando en un hospital. A medida que pasan los días viajando los dos en el tren, la joven pierde el miedo y la desconfianza hacia él. El soldado Gavrilkin descubre a la polizón civil, lo que obliga a Aliosha a sobornarlo de nuevo para que Shura siga en el vagón. Cuando el teniente descubre a los pasajeros no autorizados, los deja permanecer a bordo e incluso hace que Gavrilkin devuelva las latas de carne. 
En una parada, Aliosha baja del tren a buscar un poco de agua, pero el tren sale sin él. Frenético, consigue que una anciana camionera (Valentina Teléguina) lo lleve a la siguiente estación. Pero cuando llega, descubre que el tren ya ha partido. Sin embargo, Shura se había bajado y lo está esperando. Luego, la pareja va a ver a Liza, la esposa de Pávlov (María Kremniova). Al llegar a su casa, descubren que vive con otro hombre y se van. Aliosha regresa, recupera el jabón que le había dado y se lo da al padre inválido de Pávlov (Vladímir Pokrovski), quien vivía en un pequeño apartamento con su gran familia, pero ahora está ingresado en un hospital. 
Después de despedirse del padre de Pávlov, Aliosha y Sura suben a un tren militar que los lleva a la ciudad de destino de Shura. Cuando se despiden, ésta le confiesa que mintió; no había prometido, no tenía a nadie, solo una tía. En ese momento el tren sale, con lo que Aliosha se ve obligado a subirse al tren en marcha. Intenta decirle su dirección a Shura pero, debido al ruido del tren, no queda claro si ella lo oye. Continua triste su viaje mientras recuerda con nostalgia la despedida y, en ese momento, se da cuenta de que, cuando Shura le dijo que no tenía a nadie, le estaba diciendo que lo amaba. Su viaje continua hasta que se ve detenido por un ataque aéreo alemán que destruye el puente y parte del tren, matando a muchos de sus pasajeros. Aliosha consigue salvar a algunos viajeros del vagón en llamas y ayuda a tratar a los heridos. Al día siguiente y con el tiempo justo, cruza el río en una balsa improvisada y convence a otro camionero (Yevgueni Yevstignéiev) para que lo lleve a su aldea, Sosnovka. Aliosha solo llega a ver a su madre durante unos pocos minutos antes de tener que regresar al frente. Su madre promete esperarlo. Mientras Aliosha se aleja subido en el camión  camino al frente, la voz en off del narrador nos dice que, si bien podría haber llegado muy lejos en la vida de haber sobrevivido, siempre será recordado como un soldado ruso.

## Reparto
- Vladímir Ivashov como el soldado Aliosha Skvortsov
- Zhanna Projorenko como Shura
- Antonina Maksímova como Katerina, la madre de Aliosha
- Nikolái Kryuchkov como el general
- Yevgueni Urbanski como Vasya
- Elza Lezhdey como la esposa de Vasya
- Aleksandr Kuznetsov como el soldado Gavrilkin
- Yevgueni Teterin como el teniente
- Marina Kremniova como Liza, la esposa de Pávlov
- Valentina Márkova como Zoika, la joven vecina de Aliosha
- Vladímir Pokrovski como el padre inválido de Pávlov
- Gueorgui Yumátov como el sargento que le da a Aliosha varias pastillas de jabón
- Gennadi Yujtín como el soldado Seriozha Pávlov
- Valentina Teléguina como anciana camionera
- Lev Borísov como soldado bromeando en el tren
- Yevgueni Yevstignéiev como camionero

## Producción
El propio director de la película, Grigori Chujrái, es un veterano de la Segunda Guerra Mundial, se alistó en el Ejército Rojo con solo 20 años. Después de la guerra, ingresó en el Instituto Pansoviético de Cinematografía de Moscú (VGIK) y tuvo la idea de rodar una película sobre sus antiguos compañeros del frente. Junto con Valentín Yezhov, también veterano de guerra, empezaron a preparar el guion.

Queríamos contar una historia sobre un joven soldado-héroe que sacrificó su vida por la Patria. Hubo muchos soldados así. Es una historia simple y triste, sin patetismo, porque aquellos soldados eran modestos y no necesitaban elogios. Después de estar en la guerra, los dos sabíamos que personas normales combatieron el fascismo y en esto nosotros veíamos la grandeza de nuestra Victoria. Nosotros conocimos en el frente a héroes reales como Aliosha Skvortsov. Ellos, como los demás, también sufrieron en el frente, pero a pesar de todo, cumplieron con su obligación, porque su amor hacia su Patria y su pueblo resultaba más fuerte que el miedo y la muerte misma.
Grigori Chujrái

Los dos actores principales, Ivashov y Projorenko, tenían solo diecinueve años en el momento de rodar la película y no tenían mucha experiencia en la actuación. Posteriormente, Grigori Chujrái comentaría sobre su elección de casting:

Corrimos un gran riesgo. Era arriesgado ceder los papeles principales a dos actores bastante inexpertos. No muchos lo hubieran hecho en aquellos tiempos, pero nos aventuramos y no nos arrepentimos después. Volodia y Zhanna dieron el color más precioso a la película, es decir, la espontaneidad y el encanto de la juventud».

Al principio, la película no fue bien recibida por la censura soviética y su estreno solo fue permitido de forma muy limitada, en algunas ciudades pequeñas. Además la película recibió críticas por varias imprecisiones históricas la película está ambientada en 1942, en un momento muy difícil para la Unión Soviética con lo que es muy poco probable que a un soldado soviético se le concediera un permiso, en esas condiciones. Otro error tiene que ver con los uniformes de los soldados, que tienen las divisas en las hombreras, aunque estas se introdujeron solo en 1943. Siendo Chujrái veterano de guerra, sabía perfectamente que ese uniforme no apareció hasta 1943. Por lo tanto la elección del uniforme fue deliberada.

Mientras filmaba la película para la audiencia soviética, secretamente esperaba que fuera vista en el extranjero, en los países que fueron liberados por las tropas soviéticas. ¿Qué pasa si las personas que vieron a los combatientes soviéticos con un uniforme nuevo, al advertir divisas en el cuello del uniforme del héroe, no pudieran asociar estas dos imágenes? No, dirán, no fueron estas personas las que nos liberaron ... Por eso vestimos a Aliosha con el uniforme del fin de la guerra».

En la URSS, se consideró que las imágenes de jóvenes enamorados que pasaron por el crisol de la guerra eran demasiado frívolas. El director parece centrarse no en la guerra y en las dificultades, sino en las relaciones puramente personales de los protagonistas, mientras que la guerra parece pasar como un trasfondo de su relación.
Pocos años más tarde, Nikita Jrushchov, el líder del Partido Comunista, volvió a ver la película y ordenó mandarla al Festival de Cine de Cannes, donde obtuvo el premio especial del jurado por su «alto humanismo y destacada calidad artística». La balada del soldado se convirtió en una de las películas soviéticas más laureadas, ganando varios premios en los festivales de cine de San Francisco, Varsovia o Milán (un total de más de 100 premios).
En 2012, la película fue completamente restaurada por los estudios Mosfilm.

## Recepción
La balada del soldado se estrenó el 1 de diciembre de 1959 en la Unión Soviética y vendió 30,1 millones de entradas en las proyecciones. La película se estrenó en los Estados Unidos en 1960 como parte de un intercambio cinematográfico soviético-estadounidense durante el deshielo de la Guerra Fría. Otras películas proyectadas en los Estados Unidos como parte de este intercambio cultural incluyen Cuando pasan las cigüeñas (1957) y El destino de un hombre (1959).
La película recibió elogios considerables tanto por su habilidad técnica como por su historia fuerte pero sutil. Visto desde la seriedad y la descarada juventud del protagonista, la película fue inmediatamente reconocida como un clásico por los críticos soviéticos y estadounidenses. E incluso los críticos de Nueva York, por lo general difíciles de complacer, elogiaron efusivamente a Chujrái como un «genial director». El crítico del New York Times, Bosley Crowther, aplaudió la capacidad de Chujrái para hacer que la película «fluyera de una manera tan rápida y poética que su tragedia queda oculta por una suave calidad lírica». También señaló las «dos espléndidas interpretaciones» de sus actores principales Ivashov y Projorenko.
Fue galardonado con el Premio Lenin en 1961, al igual que su director y productor. En el Festival de Cannes de 1961 obtuvo un premio especial del jurado por su «alto humanismo y destacada calidad artística». Durante su estreno en los Estados Unidos en el Festival Internacional de Cine de San Francisco en 1960, obtuvo los premios Golden Gate a la mejor película y al mejor director. Fue galardonado con el Premio BAFTA a la Mejor Película. Incluso estuvo nominada para el Premio Óscar al mejor guion original en 1961.

## Premios
- 1960: Festival Internacional de Cine de Cannes de 1960, obtuvo el Prix de la meilleure participacion (exaequo)[14] y fue nominada a la Palma de Oro (mejor película);[15]
- 1961: Premios Óscarː nominada a mejor guion original;
- 1961: Premios BAFTA, obtuvo un BAFTA a la mejor película y además recibió una nominación al mejor actor extranjero (Vladímir Ivashov);[12][16]
- 1959: Premio David de Donatello: Targa d'Oro al mejor director (Grigori Chujrái);
- 1960ː Festival Internacional de Cine de San Francisco, donde obtuvo los premios Golden Gate a la mejor película y al mejor director.[17][11]
- 1961ː Premio Bodil a la mejor película europea.
- 1961ː Premio Lenin.